# ビッグママ・ハウス2
『ビッグママ・ハウス2』（原題: Big Momma's House 2）は、2006年のアメリカ合衆国のアクションコメディ映画。2000年の映画『ビッグママ・ハウス』の続編である。日本ではビデオスルーとして、2006年8月4日にDVDが、2011年3月18日にBlu-ray Discがそれぞれ発売された。

## ストーリー
FBI捜査官のマルコム・ターナーは、仲間の捜査官を殺した容疑者とされるフラーの家に家政婦ビッグ・ママとして潜入するが、その家の3人の子供たちに翻弄されることになった。

## キャスト
| 役名                            | 俳優                                  | 日本語吹き替え |
| ------------------------------- | ------------------------------------- | -------------- |
| マルコム・ターナー/ビッグ・ママ | マーティン・ローレンス                | 江原正士       |
| シェリー・ピアース              | ニア・ロング                          | 日野由利加     |
| リア・フラー                    | エミリー・プロクター                  | 安藤麻吹       |
| トム・フラー                    | マーク・モーゼス                      | 横島亘         |
| モリー・フラー                  | カット・デニングス                    | 木下紗華       |
| キャリー・フラー                | クロエ・モレッツ                      | 小林優子       |
| ケビン・ケニーリー              | ザッカリー・リーヴァイ                | 宮本充         |
| リリアナ・モラレス              | マリソル・ニコルズ                    | 樋口あかり     |
| トレント・ピアース              | ジャッシャ・ワシントン （カメオ出演） | 青山桐子       |
| クロフォード                    | ダン・ラウリア                        | 浦山迅         |
| スチュアート                    | ジョシュ・フリッター                  | 青山桐子       |
| コンスタンス                    | サラ・ブラウン                        | 吉田陽子       |
| ミセス・ギャラガー              | ローダ・グリフィス                    | 火野カチコ     |
| オーシマ                        | ケヴィン・デュランド                  | 奥田啓人       |
| カサール                        | キャメロン・ダッド                    | 彩乃木崇之     |
| ビショップ                      | クリストファー・ジョーンズ            | 櫛田泰道       |
| FBIエージェント                 | ラムジー・ルーク                      | 風間秀郎       |
| 校長先生                        | アンディ・スタール                    | 吉田浩二       |
| ブライアン                      | マーク・ジョイ                        | 武虎           |
| 秘書                            | メヘラ・ブラム                        | 斉藤梨絵       |
| ボニーコーチ                    | ウェンディ・ブローン                  | 久行敬子       |
| リサコーチ                      | アン・マホニー                        | 森夏姫         |
| ボブ                            | ウィリアム・ラグズデール              | 佐藤美一       |

- 日本語版制作スタッフ
  - 演出：高橋剛、翻訳：瀬谷玲子、制作：ビデオテック

## 受賞・ノミネート
- 第27回ゴールデンラズベリー賞最低前日譚・続編賞: ノミネート